# OGLE-TR-122b
OGLE-TR-122b е най-малката известна звезда (2005 г.), без да се броят кафявите джуджета. Тя е открита по време на търсене на планети извън Слънчевата система. Откриването е резултат от програмата OGLE (Optical Gravitational Lensing Experiment) в Чили.
Звездата се върти около друга звезда близо до центъра на Млечния път и прави една обиколка около нея за 7,3 дни.
OGLE-TR-122b е:
- 16% по-голяма от Юпитер, което я прави по-малка от някои планети извън Слънчевата система.
- 50 пъти по-плътна от Слънцето.
- 95 пъти по-тежка от Юпитер.